# Meistriliiga 1996-1997
La Meistriliiga 1996-1997 fu la sesta edizione della massima serie del campionato di calcio estone conclusa con la vittoria del Lantana Tallinn, al suo secondo titolo consecutivo.

## Formula
Fu confermata la formula della precedente stagione: il numero di squadre rimase fermo ad otto e il torneo era diviso in due fasi: nella prima fase le squadre si incontrarono in turni di andata e ritorno, per un totale di 14 incontri per squadra. Venivano assegnati tre punti per la vittoria, uno per il pareggio e zero per la sconfitta. Le prime sei classificate si qualificavano nel girone per il titolo, portandosi dietro la metà (approssimata per eccesso) dei punti accumulati nella prima fase.
Le ultime due classificate dovevano invece disputare un torneo a sei insieme alle prime quattro classificate dell'Esiliiga 1996-1997: al termine di tale girone le prime due potevano ottenere il posto in Meistriliiga.

## Squadre partecipanti
| Club                | Città   | Stagione precedente                                              |
| ------------------- | ------- | ---------------------------------------------------------------- |
| Lantana Tallinn     | Tallinn | Campione estone                                                  |
| Trans Narva         | Narva   | 5° in Meistriliiga                                               |
| Flora Tallinn       | Tallinn | 2° in Meistriliiga                                               |
| Sadam Tallinn       | Tallinn | 4° in Meistriliiga                                               |
| FC Marlekor Tallinn | Tallinn | 3 in Meistriliiga                                                |
| Lelle               | Lelle   | 6° in Meistriliiga                                               |
| EP Jõhvi            | Jõhvi   | 7° in Meistriliiga, 1º nel girone retrocessione/promozione       |
| Vall Tallinn        | Tallinn | 2° in Esiliiga, 2º nel girone retrocessione/promozione, promosso |

## Primo turno
| Pos. | Squadra             | Pt | Pt2 | G  | V  | N | P  | GF | GS | DR  |
| ---- | ------------------- | -- | --- | -- | -- | - | -- | -- | -- | --- |
| 1    | Lantana Tallinn     | 35 | 18  | 14 | 11 | 2 | 1  | 30 | 9  | +21 |
| 2    | Flora Tallinn       | 29 | 15  | 14 | 9  | 2 | 3  | 27 | 9  | +18 |
| 3    | FC Marlekor Tallinn | 22 | 11  | 14 | 6  | 4 | 4  | 20 | 17 | +3  |
| 4    | Lelle               | 21 | 11  | 14 | 5  | 6 | 3  | 20 | 16 | +4  |
| 5    | Trans Narva         | 20 | 10  | 14 | 5  | 5 | 4  | 20 | 19 | +1  |
| 6    | Sadam Tallinn       | 16 | 8   | 14 | 5  | 1 | 8  | 24 | 26 | -2  |
| 7    | EP Jõhvi            | 13 | -   | 14 | 4  | 1 | 9  | 10 | 20 | -10 |
| 8    | Vall Tallinn        | 1  | -   | 14 | 0  | 1 | 13 | 9  | 44 | -35 |

### Verdetti
- Lantana Tallinn, Trans Narva, Flora Tallinn, Sadam Tallinn, Marlekor Tallinn e Lelle ammessi al girone per il titolo.
- Vall Tallinn ed Eesti Põlevkivi Jõhvi ammessi al Girone promozione/retrocessione.

## Secondo turno

### Girone per il titolo
|                    | Pos. | Squadra             | Pt           | G  | V | N | P | GF | GS | DR  |
| ------------------ | ---- | ------------------- | ------------ | -- | - | - | - | -- | -- | --- |
| Estonia (bandiera) | 1    | Lantana Tallinn     | 23 + 18 = 41 | 10 | 7 | 2 | 1 | 22 | 6  | +16 |
|                    | 2    | Flora Tallinn       | 23 + 15 = 38 | 10 | 7 | 2 | 1 | 25 | 7  | +18 |
|                    | 3    | Sadam Tallinn       | 16 + 8 = 24  | 10 | 5 | 1 | 4 | 13 | 9  | +4  |
|                    | 4    | Lelle               | 9 + 11 = 20  | 10 | 3 | 0 | 7 | 6  | 21 | -15 |
|                    | 5    | FC Marlekor Tallinn | 8 + 11 = 19  | 10 | 2 | 2 | 6 | 7  | 19 | -12 |
|                    | 6    | Trans Narva         | 7 + 10 = 17  | 10 | 2 | 1 | 7 | 8  | 19 | -11 |

### Girone promozione/retrocessione
|  | Pos. | Squadra               | Pt | G  | V | N | P | GF | GS | DR  |
|  | ---- | --------------------- | -- | -- | - | - | - | -- | -- | --- |
|  | 1    | EP Jõhvi              | 25 | 10 | 8 | 1 | 1 | 28 | 5  | +23 |
|  | 2    | Vall Tallinn          | 22 | 10 | 7 | 1 | 2 | 29 | 15 | +14 |
|  | 3    | Pärnu                 | 13 | 10 | 4 | 1 | 5 | 9  | 27 | -18 |
|  | 4    | FC Lelle              | 12 | 10 | 4 | 0 | 6 | 22 | 18 | +4  |
|  | 5    | Jalgpallikool Tallinn | 8  | 10 | 2 | 2 | 6 | 11 | 19 | -8  |
|  | 6    | Kalev Sillamäe        | 6  | 10 | 1 | 3 | 6 | 6  | 21 | -15 |

### Verdetti
- Lantana Tallinn campione di Estonia e qualificato al primo turno preliminare di UEFA Champions League 1997-1998.
- Flora Tallinn qualificato al primo turno preliminare di Coppa UEFA 1997-1998.
- Sadam Tallinn qualificato al turno preliminare di Coppa delle Coppe 1997-1998 come vincitore della Coppa d'Estonia.
- Vall Tallinn (fino al trasferimento del titolo sportivo) e Eesti Põlevkivi Jõhvi mantengono il posto in Meistriliiga.

## Classifica marcatori
| Pos | Nome              | Club            | Gol |
| --- | ----------------- | --------------- | --- |
| 1   | Sergei Bragin     | Lantana Tallinn | 18  |
| 2   | Andres Oper       | Flora Tallinn   | 13  |
| 3   | Maksim Gruznov    | Lantana Tallinn | 12  |
| 4   | Jonatan Johansson | Flora Tallinn   | 9   |
| –   | Stanislav Kitto   | FC Narva Trans  | 9   |